# OpenCV
OpenCV(Open Source Computer Vision)은 실시간 컴퓨터 비전을 목적으로 한 프로그래밍 라이브러리이다. 원래는 인텔이 개발하였다. 실시간 이미지 프로세싱에 중점을 둔 라이브러리이다. 인텔 CPU에서 사용되는 경우 속도의 향상을 볼 수 있는 IPP(Intel Performance Primitives)를 지원한다. 이 라이브러리는 윈도우, 리눅스 등에서 사용 가능한 크로스 플랫폼이며 버전 4.5.0 부터는 오픈소스 아파치 라이선스 하에서, 그 이전 버전은 BSD 허가서 하에서 무료로 사용할 수 있다. OpenCV는 TensorFlow, Torch / PyTorch 및 Caffe의 딥러닝 프레임워크를 지원한다.

## 응용 기술의 예
- 인간과 컴퓨터 상호 작용 (HCI)
- 물체 인식
- 안면 인식
- 모바일 로보틱스
- 제스처 인식

## 프로그래밍 언어
OpenCV는 C/C++ 프로그래밍 언어로 개발되었으며 파이썬, 자바 및 매트랩 / OCTAVE에 바인딩 되어 프로그래머에게 개발 환경을 지원한다. GO언어에서 GOCV로 지원한다.

## 성공적인 애플리케이션
- 2005년 다르파 그랜드 챌린지 경주에서 우승한 로봇 자동차 스탠리의 시각 시스템에서 OpenCV를 사용한다.
- 곤충 등의 자취를 추적하는 소프트웨어인 SwisTrack은 OpenCV를 사용한다.

## 같이 보기
- 로봇 운영체제
- 자유-오픈 소스 소프트웨어 패키지 목록